# Batalla de Freiberg
La batalla de Freiberg se libró el 29 de octubre de 1762 y fue la última gran batalla de la  tercera guerra de Silesia, de la guerra de los Siete Años más amplia y tuvo lugar en  Freiberg, actualmente en Alemania.

## Antecedentes
Aunque el príncipe Enrique de Prusia , hermano menor del rey Federico II de Prusia, comandaba un ejército compuesto principalmente por tropas de «segunda línea» y batallones libres, decidió tomar la ofensiva contra el ejército austriaco comandado por el príncipe Stolberg, que contaba con el apoyo del cuerpo austriaco de András Hadik. Los aliados fueron empujados hasta detrás del campo de trabajo situado en la parte superior del terreno elevado al oeste de la ciudad de  Freiberg. Esta posición bloqueó todos los acercamientos a Dresde. En la parte trasera de la posición aliada estaba el  río Mulde, que cruzaron por varios puentes al este de la ciudad. El 28 de octubre el príncipe Enrique y su personal realizaron un reconocimiento de la posición aliada pero fueron obstaculizados por las tropas ligeras austriacas que ocuparon el bosque frente a la zona alta. Sin embargo, Henry recopiló suficiente información como para formarse una buena imagen de las disposiciones del enemigo.
A Henry le quedó claro que la principal fuerza austriaca, el cuerpo de ejército bajo las órdenes de Joseph de Campitelli, estaba firmemente instalado en las alturas, al sudoeste de la ciudad, mientras que el Reichsarmy mantenía las alturas y bloqueaba el acceso occidental a Freiberg. Aunque el frente de su posición se había visto reforzado por la construcción de varios reductos y abatís, ninguna fuerza parecía estar protegiendo el flanco derecho del ejército aliado y dejaban a las tropas del Reichsarmy algo «fuera de sitio». Este era un objetivo demasiado tentador para el Príncipe, que planeaba inmovilizar a los austriacos al sudoeste con un pequeño destacamento mientras su ejército principal flanqueaba y derrotaba al Reichsarmy, de menor capacidad bélica. Henry estaba seguro de que el cuerpo austriaco bajo el mando de Meyer, cómodo detrás de sus trincheras, no querría abandonar su posición elevada.

## La batalla

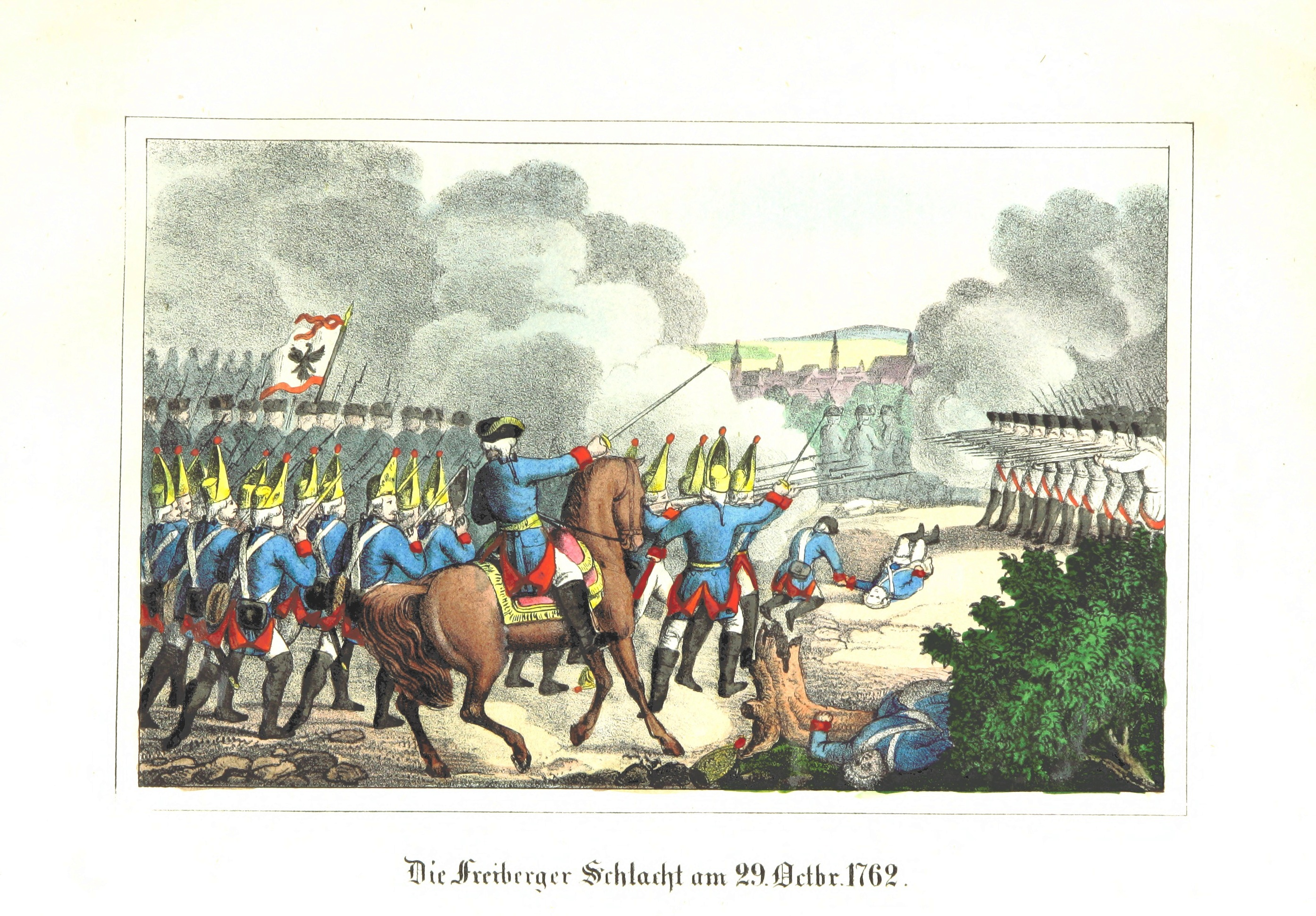
Muestra a los soldados de ambos bandos yendo el uno al otro para atacar

Al amanecer del 29 de octubre, el príncipe Enrique formó su ejército en el terreno existente al oeste de Lang Hennersdorf, destinó a Forcade con la reserva al norte, Kleist al sur con Meyer, con Seydlitz y Stutterheim para atacar las alturas donde estaba situada la «Reichsarmy». A medida que avanzaban, los principales elementos del ejército prusiano subieron a un nivel ligeramente superior, con los croatas en el bosque, pero estas tropas se retiraron frente a la infantería que tenían formada delante. Sin embargo, el ataque de Young Stutterheim encontró una fuerte resistencia del cuerpo de Campitelli y el ataque se estancó durante un cierto tiempo. Varios ataques de la caballería prusiana tampoco cambiaron a los austriacos y un regimiento tuvo que ser tomado prestado del ala izquierda para estabilizar este frente. Mientras que el ejército prusiano principal atacó esta posición, Seydlitz, que encontró el terreno difícil para su caballería, tomó el mando de la infantería en ese ala y atacó el flanco de Campitelli. Como aumentaba la presión sobre Stolberg, este comenzó a mover sus líneas hacia el sur con el fin de reforzar la defensa de una loma conocida como «Trois Croix». Henry también sabía de la importancia de este altozano y llevó  de forma apresurada a sus granaderos hacia ella. La caballería imperial cargó contra los prusianos y, aunque fue expulsado, consiguió un margen suficiente de tiempo para que los granaderos del «Reichsarmy» tomaran posesión de la colina.
El viejo Stutterheim, que nunca se quedó inmóvil, notó el cambio del Reichsarmy hacia el sur y se dio cuenta de que los defensores de su frente se habían debilitado por este movimiento. Ordenó a sus tropas atacar sin demora y la infantería austriaca comenzó a desmoronarse. El prusiano Wilhelm Sebastian von Belling al mando de los Húsares y KR4 cargaron sobre la infantería enemiga que se rompió y fueron derribados por los victoriosos prusianos. Con sus aliados en retirada y sus flancos abiertos de par en par, Stolberg ordenó una retirada general. El Reichsarmy se retiró de sus posiciones, seguido por el resto de las tropas de Campitelli. Como se predijo, el cuerpo ejército de Mayer no abandonó sus posiciones para ayudar al resto de su ejército, y más tarde Meyer se quejó porque había cumplido sus órdenes de mantener su posición hasta la última gota de sangre. Los prusianos perdieron 1400 hombres, los aliados perdieron 7000 hombres, 9 estandartes y 28 cañones.

## Resultado
Los aliados retrocedieron hasta Pirna, los prusianos los siguieron cautelosamente al principio y luego más audazmente. Kleist se separó durante la primera semana de noviembre para atacar los almacenes de aprovisionamiento austriacos en Sajonia, cosa que hizo, pues los destruyó por completo. Ordenó a sus soldados, bajo las órdenes de Henry, a Franconia para derrotar de forma sorpreiva a los imperialistas. Tomaron Naumberg, Würzburg y Ratisbona. Stolberg suplicó en vano a András Hadik que se le permitiera regresar y proteger su tierra natal, pero sin que se supiera, Hadik había mantenido conversaciones secretas con el Rey Federico y llegaron a un acuerdo que condujo a la disolución del Reichsarmy.